# Anexamita heterocnemis
Anexamita heterocnemis là một loài bọ cánh cứng trong họ Cerambycidae.